# 4504 Jenkinson
4504 Jenkinson è un asteroide della fascia principale. Scoperto nel 1989, presenta un'orbita caratterizzata da un semiasse maggiore pari a 2,6000766 UA e da un'eccentricità di 0,1338793, inclinata di 14,83085° rispetto all'eclittica.